# Prix Philip-K.-Dick
Le prix Philip-K.-Dick (Philip K. Dick Award) est un prix littéraire américain décerné par la Philadelphia Science Fiction Society (en), récompensant des ouvrages de science-fiction publiés directement sous la forme de livres de poche, à l’instar de ceux de l’auteur américain éponyme Philip K. Dick.
Créé en 1983, à l’initiative de Thomas M. Disch, le prix est décerné par un comité renouvelé chaque année et composé de cinq professionnels.

## Palmarès
Les gagnants sont cités en premier, suivis éventuellement par une citation spéciale puis par les autres œuvres nommées.

### Années 1980

#### 1983
Software (Software) par Rudy Rucker
- Citation spéciale : The Prometheus Man par Ray Faraday Nelson
- Aurelia par Raphael Aloysius Lafferty
- Roderick or The Education of a Young Machine par John T. Sladek
- The Umbral Anthology of Science Fiction Poetry par Steve Rasnic Tem
- En attendant les barbares (Waiting for the Barbarians) par J. M. Coetzee

#### 1984
Les Voies d'Anubis (The Anubis Gates) par Tim Powers
- Citation spéciale : Tea with the Black Dragon par R. A. MacAvoy
- Benefits par Zoe Fairbairns (en)
- Millénium (Millennium) par John Varley
- In Viriconium par M. John Harrison
- Le Rayon zen (The Zen Gun) par Barrington J. Bayley

#### 1985
Neuromancien (Neuromancer) par William Gibson
- Citation spéciale : Le Rivage oublié (The Wild Shore) par Kim Stanley Robinson
- Emergence par David R. Palmer (en)
- Frontera par Lewis Shiner
- Les Yeux électriques (Green Eyes) par Lucius Shepard
- The Alchemists par Geary Gravel (en)
- Histoire d'os (Them Bones) par Howard Waldrop
- Le Voyageur de la nuit (Voyager in Night) par C. J. Cherryh

#### 1986
Le Palais du déviant (Dinner at Deviant's Palace) par Tim Powers
- Citation spéciale : Saraband of Lost Time par Richard Grant (en)
- Emprise par Michael P. Kube-McDowell
- Le Coup du cavalier (Knight Moves) par Walter Jon Williams
- Terrarium par Scott Russell Sanders (en)
- The Remaking of Sigmund Freud par Barry N. Malzberg
- The Timeservers par Russell M. Griffin

#### 1987
Homunculus (Homonculus) par James Blaylock
- Citation spéciale : The Hercules Text par Jack McDevitt
- La Cabane de l'aiguilleur (A Hidden Place) par Robert Charles Wilson
- Artificial Things par Karen Joy Fowler

#### 1988
Drôles de jouets (Strange Toys) par Patricia Geary
- Citation spéciale : Mémoire (Memories) par Mike McQuay (en)
- Le Ténébreux (Dark Seeker) par K. W. Jeter
- Dover Beach par Richard Bowker (en)
- La Vie en temps de guerre (Life During Wartime) par Lucius Shepard
- Mindplayers par Pat Cadigan

#### 1989
Quatre cents milliards d'étoiles (400 Billion Stars) par Paul J. McAuley et Wetware par Rudy Rucker (ex æquo)
- Becoming Alien par Rebecca Ore (en)
- Neon Lotus par Marc Laidlaw
- Orphan of Creation: Contact with the Human Past par Roger MacBride Allen
- Rendezvous par D. Alexander Smith

### Années 1990
| Sommaire : | - Haut - 1990 - 1991 - 1992 - 1993 - 1994 - 1995 - 1996 - 1997 - 1998 - 1999 |

#### 1990
Subterranean Gallery par Richard Paul Russo
- Citation spéciale : On My Way to Paradise par Dave Wolverton
- A Fearful Symmetry par James Luceno
- Being Alien par Rebecca Ore (en)
- Heritage of Flight par Susan Shwartz (en)
- Infinity Hold par Barry B. Longyear

#### 1991
Points of Departure par Pat Murphy
- Citation spéciale : The Schizogenic Man par Raymond Harris
- Clarke County, Space par Allen Steele
- The Oxygen Barons par Gregory Feeley (en)
- Winterlong par Elizabeth Hand

#### 1992
Roi du matin, reine du jour (King of Morning, Queen of Day) par Ian McDonald
- Citation spéciale : Bone Dance par Emma Bull
- À travers temps (A Bridge of Years) par Robert Charles Wilson
- Mojo and the Pickle Jar par Douglas Bell
- Brèche vers l'Enfer (The Cipher) par Kathe Koja

#### 1993
Through the Heart par Richard Grant (en)
- Citation spéciale : Chroniques du Pays des Mères par Élisabeth Vonarburg
- Iron Tears par Raphael Aloysius Lafferty
- Pays de Cocagne (Take Back Plenty) par Colin Greenland
- Æstival Tide par Elizabeth Hand

#### 1994
L'Elvissée (Elvissey) par Jack Womack et Growing Up Weightless par John M. Ford (ex æquo)
- Bunch! par David R. Bunch (en)
- Crashcourse par Wilhelmina Baird
- Icarus Descending par Elizabeth Hand

#### 1995
Mysterium (Mysterium) par Robert Charles Wilson
- Citation spéciale : Inagehi par Jack Cady
- MIR : Un cauchemar virtuel (RIM) par Alexander Besher (en)
- Scissors Cut Paper Wrap Stone par Ian McDonald
- Summer of Love par Lisa Mason (en)
- Tonguing the Zeitgeist par Lance Olsen (en)

#### 1996
Headcrash par Bruce Bethke
- Citation spéciale : Carlucci's Edge par Richard Paul Russo
- La Cité des permutants (Permutation City) par Greg Egan
- Les Voyageurs malgré eux par Élisabeth Vonarburg
- The Color of Distance par Amy Thomson (en)
- Virtual Death par Robert Boswell (en)

#### 1997
Les Vaisseaux du temps (The Time Ships) par Stephen Baxter
- Citation spéciale : At the City Limits of Fate par Michael Bishop
- Reclamation par Sarah Zettel
- The Shift par George Foy
- The Transmigration of Souls par William Barton (en)

#### 1998
The Troika par Stepan Chapman (en)
- Citation spéciale : Acts of Conscience par William Barton (en)
- An Exchange of Hostages par Susan R. Matthews (en)
- Carlucci's Heart par Richard Paul Russo
- Mother Grimm par Catherine Wells
- Opalite Moon par Denise Vitola

#### 1999
253: The Print Remix par Geoff Ryman
- Citation spéciale : Lost Pages par Paul Di Filippo
- Brown Girl in the Ring par Nalo Hopkinson
- Slaughtermatic par Steve Aylett (en)
- The Invisible Country par Paul J. McAuley

### Années 2000
| Sommaire : | - Haut - 2000 - 2001 - 2002 - 2003 - 2004 - 2005 - 2006 - 2007 - 2008 - 2009 |

#### 2000
Vacuum Diagrams par Stephen Baxter
- Citation spéciale : Tower of Dreams par Jamil Nasir
- Code of Conduct par Kristine Smith (en)
- Not of Woman Born par Constance Ash
- Typhon's Children par Toni Anzetti
- When We Were Real par William Barton (en)

#### 2001
Avance rapide (Only Forward) par Michael Marshall Smith
- Citation spéciale : L'I.A. et son double (Evolution's Darling) par Scott Westerfeld
- Broken Time par Maggy Thomas (en)
- Call From a Distant Shore par Stephen L. Burns (en)
- Midnight Robber par Nalo Hopkinson
- The Bridge par Janine Ellen Young

#### 2002
La Nef des fous (Ship of Fools) par Richard Paul Russo
- Citation spéciale : Divine Intervention par Ken Wharton
- Compass Reach par Mark W. Tiedemann (en)
- In the Company of Others par Julie Czerneda (en)
- Meet Me in the Moon Room par Ray Vukcevich (en)
- The Ghost Sister par Liz Williams (en)

#### 2003
La Monture (The Mount) par Carol Emshwiller
- Citation spéciale : Les Scarifiés (The Scar) par China Miéville
- Empire of Bones par Liz Williams (en)
- Leviathan 3 par Forrest Aguirre (en) et Jeff VanderMeer
- Le Sacre de glace (Maximum Ice) par Kay Kenyon
- Report to the Men's Club par Carol Emshwiller
- Warchild (Warchild) par Karin Lowachee (en)

#### 2004
Carbone modifié (Altered Carbon) par Richard Morgan
- Citation spéciale : Dante's Equation par Jane Jensen
- Clade par Mark Budz (en)
- Hyperthought par M. M. Buckner (en)
- Spin State (Spin State) par Chris Moriarty
- Steel Helix par Ann Tonsor Zeddies

#### 2005
Life par Gwyneth Jones
- Citation spéciale : Apocalypse Array par Lyda Morehouse (en)
- Air par Geoff Ryman
- Banner of Souls par Liz Williams (en)
- La Cité de Perle (City of Pearl) par Karen Traviss
- Stable Strategies and Others par Eileen Gunn
- The Coyote Kings of the Space-Age Bachelor Pad par Minister Faust (en)

#### 2006
War Surf par M. M. Buckner (en)
- Citation spéciale : Natural History par Justina Robson
- Cagebird (Cagebird) par Karin Lowachee (en)
- Voyageurs (Cowl) par Neal Asher
- Silver Screen par Justina Robson
- To Crush the Moon par Wil McCarthy

#### 2007
Spin Control par Chris Moriarty
- Citation spéciale : Carnival par Elizabeth Bear
- Catalyst: A Novel of Alien Contact par Nina Kiriki Hoffman
- Idolon par Mark Budz (en)
- Living Next Door to the God of Love par Justina Robson
- Mindscape par Andrea Hairston (en)
- Recursion par Tony Ballantyne (en)

#### 2008
Nova Swing par M. John Harrison
- Citation spéciale : From the notebooks of Dr. Brain par Minister Faust (en)
- Ally par Karen Traviss
- Gradisil (Gradisil) par Adam Roberts
- Grey par Jon Armstrong
- Saturn Returns par Sean Williams
- Undertow par Elizabeth Bear

#### 2009
Émissaires des morts (Emissaries from The Dead) par Adam-Troy Castro et Terminal Mind (Terminal Mind) par David Walton (en) (ex æquo)
- Fast Forward 2 par Lou Anders (en)
- Judge par Karen Traviss
- Plague War par Jeff Carlson (en)
- Time Machines Repaired While-U-Wait par K. A. Bedford (en)

### Années 2010
| Sommaire : | - Haut - 2010 - 2011 - 2012 - 2013 - 2014 - 2015 - 2016 - 2017 - 2018 - 2019 |

#### 2010
Bitter Angels par C. L. Anderson
- Citation spéciale : La Petite Déesse (Cyberdad Days) par Ian McDonald
- Centuries Ago and Very Fast par Rebecca Ore (en)
- Prophets par S. Andrew Swann
- The Devil's Alphabet par Daryl Gregory
- The Prisoner par Carlos J. Cortes
- The Repossession Mambo par Eric Garcia (en)

#### 2011
Burton & Swinburne : L'Étrange Affaire de Spring Heeled Jack (The Strange Affair Of Spring Heeled Jack) par Mark Hodder (en)
- Citation spéciale : Harmonie (Harmony, traduction de ハーモニー), par Project Itoh
- Chill par Elizabeth Bear
- Song of Scarabaeus par Sara Creasy (en)
- State of Decay par James Knapp
- Les Faucheurs sont les Anges (The Reapers Are the Angels) par Alden Bell
- Yarn par Jon Armstrong

#### 2012
L'Équation de la vie (Equations of Life/Theories of Flight/Degrees of Freedom) par Simon Morden (en)
- Citation spéciale : The Company Man par Robert Jackson Bennett
- A Soldier's Duty par Jean Johnson
- After the Apocalypse: Stories par Maureen F. McHugh
- Deadline (Deadline) par Seanan McGuire
- The Other par Matthew Hughes
- The Postmortal par Drew Magary (en)

#### 2013
Lost Everything par Brian Francis Slattery (en)
- Citation spéciale : Lovestar (Lovestar, traduction de Lovestar), par Andri Snær Magnason
- Blueprints of the Afterlife par Ryan Boudinot (en)
- Fountain of Age: Stories par Nancy Kress
- Harmony par Keith Brooke (en)
- Helix Wars par Eric Brown
- The Not Yet par Moira Crone (en)

#### 2014
J-77 (Countdown City) par Ben H. Winters
- Citation spéciale : Self-Reference Engine (traduction de Self-Reference Engine), par Toh Enjoe
- A Calculated Life par Anne Charnock (en)
- La Justice de l'ancillaire (Ancillary Justice) par Ann Leckie
- Life on the Preservation par Jack Skillingstead (en)
- Solaris Rising 2: The New Solaris Book of Science Fiction par Ian Whates (en)
- The Mad Scientist's Daughter par Cassandra Rose Clarke (en)

#### 2015
Le Livre de la sage-femme sans nom (The Book of the Unnamed Midwife) par Meg Elison
- Citation spéciale : Elysium par Jennifer Marie Brissett
- Maplecroft par Cherie Priest
- Fille de l'eau (Memory of Water, traduction de Teemestarin kirja), par Emmi Itäranta
- Reach for Infinity par Jonathan Strahan (en)
- The Bullet-Catcher's Daughter par Rod Duncan (en)

#### 2016
Apex (Apex) par Ramez Naam
- Citation spéciale : Archangel par Marguerite Reed
- (R)evolution par P. J. Manney (en)
- After the Saucers Landed par Douglas Lain (en)
- Edge of Dark par Brenda Cooper (en)
- Windswept par Adam Rakunas

#### 2017
The Mercy Journals par Claudia Casper (en)
- Citation spéciale : Unpronounceable par Susan diRende
- Consider par Kristy Acevedo
- Graft par Matt Hill
- Hwarhath Stories: Transgressive Tales by Aliens par Eleanor Arnason
- Super Extra Grande, traduction de Super Extra Grande, par Yoss

#### 2018
Bannerless par Carrie Vaughn
- Citation spéciale : After the Flare par Bryce Olukotun
- Défaillances systèmes (All Systems Red) par Martha Wells
- Vengeresse (Revenger) par Alastair Reynolds
- Six Wakes par Mur Lafferty
- The Book of Etta par Meg Elison
- The Wrong Stars par Tim Pratt (en)

#### 2019
Theory of Bastards par Audrey Schulman
- Citation spéciale : 84K (84k) par Claire North
- Alien Virus Love Disaster par Abbey Mei Otis
- Ambiguity Machines and Other Stories par Vandana Singh
- La Ville des histoires (The Body Library) par Jeff Noon
- Le temps fut (Time Was) par Ian McDonald

### Années 2020
| Sommaire : | - Haut - 2020 - 2021 - 2022 - 2023 - 2024 - 2025 |

#### 2020
Sooner or Later Everything Falls Into the Sea par Sarah Pinsker
- Citation spéciale : The Little Animals par Sarah Tolmie
- All Worlds Are Real par Susan Palwick (en)
- The Outside par Ada Hoffmann
- Rédemption (The Rosewater Redemption) par Tade Thompson
- Velocity Weapon par Megan E. O'Keefe

#### 2021
Road Out of Winter par Alison Stine (en)
- Citation spéciale : Le Livre de Koli (The Book of Koli) par M. R. Carey
- Failed State par Christopher Brown (en)
- Dance on Saturday par Elwin Cotman
- Bone Silence par Alastair Reynolds
- The Doors of Eden par Adrian Tchaikovsky

#### 2022
Dead Space par Kali Wallace
- Citation spéciale : The Escapement par Lavie Tidhar
- Defekt par Nino Cipri (en)
- Plague Birds par Jason Sanford (en)
- Bug, traduction de Baco , par Giacomo Sartori (en)
- Loin de la lumière des cieux (Far from the Light of Heaven) par Tade Thompson

#### 2023
The Extractionist par Kimberly Unger
- Citation spéciale : L'Héritage de Molly Southbourne (The Legacy of Molly Southbourne) par Tade Thompson
- Arboreality par Rebecca Campbell
- Widowland (Widowland) par C. J. Carey
- Ymir (Ymir) par Rich Larson
- January Fifteenth par Rachel Swirsky (en)

#### 2024
Le Jour du souvenir (These Burning Stars) par Bethany Jacobs
- Citation spéciale : The Museum of Human History par Rebekah Bergman
- Danged Black Thing par Eugen Bacon (en)
- Infinity Gate par M. R. Carey
- Wild Spaces par S. L. Coney
- Where Rivers Go to Die par Dilman Dila (en)

#### 2025
Time’s Agent par Brenda Peynado
- Citation spéciale : Alien Clay par Adrian Tchaikovsky
- City of Dancing Gargoyles par Tara Campbell
- Your Utopia: Stories par Bora Chung (en)
- The Practice, the Horizon, and the Chain par Sofia Samatar
- Triangulum par Subodhana Wijeyeratne